# چهل و هشتمین دوره جوایز اسکار
چهل و هشتمین دوره مراسم اعطای جوایز اسکار (انگلیسی: 48th Academy Awards) در روز دوشنبه، ۲۹ مارس ۱۹۷۶ در دوروتی چندلر پاویون لس آنجلس برگزار شد. در این مراسم بهترین فیلم‌های سال ۱۹۷۵ جهان به انتخاب آکادمی علوم و هنرهای تصاویر متحرک جایزه گرفتند.
والتر ماتائو، رابرت شاو، جورج سگال، گلدی هان، جین کلی مجریان این مراسم بود.

## جوایز
برندگان نخست و در حروف برجسته پررنگ فهرست شده‌اند.
| جایزه اسکار بهترین فیلم | جایزه اسکار بهترین کارگردانی |
| --- | --- |
| - دیوانه از قفس پرید - مایکل داگلاس، سائول زانتز - بری لیندون - استنلی کوبریک - بعد از ظهر سگی - مارتین برگمن، Martin Elfand - آرواره‌ها - ریچارد دی زانوک - نشویل - رابرت آلتمن | - میلوش فورمن – دیوانه از قفس پرید - رابرت آلتمن – نشویل - فدریکو فلینی – آمارکورد - استنلی کوبریک – بری لیندون - سیدنی لومت – بعد از ظهر سگی |
| جایزه اسکار بهترین بازیگر نقش اول مرد | جایزه اسکار بهترین بازیگر نقش اول زن |
| - جک نیکلسون – دیوانه از قفس پرید در نقش رندال مک‌مورفی - والتر ماتائو – پسران آفتاب در نقش Willy Clark - آل پاچینو – بعد از ظهر سگی در نقش Sonny Wortzik - ماکسیمیلیان شل – مردی در اتاق شیشه‌ای در نقش Arthur Goldman - جیمز ویتمور – حالشون رو بگیر، هری! در نقش هری ترومن | - لوئیز فلچر – دیوانه از قفس پرید در نقش پرستار راچد - ایزابل آجانی – داستان ادل اچ. در نقش آدل هوگو / Adèle Lewry - آن مارگرت – تامی در نقش Nora Walker - گلندا جکسون – هدا در نقش Hedda Gabler - کارول کین – خیابان هستر در نقش Gitl |
| جایزه اسکار بهترین بازیگر نقش مکمل مرد | جایزه اسکار بهترین بازیگر نقش مکمل زن |
| - جرج برنز – پسران آفتاب در نقش آل لوییس - براد دوریف – دیوانه از قفس پرید در نقش بیلی بیبیت - بورگس مریدیت – روز اقاقیا در نقش هری گرینر - کریس ساراندون – بعد از ظهر سگی در نقش لئون - جک واردن – شامپو در نقش لستر کارف | - لی گرانت – شامپو در نقش Felicia Karpf - رونی بلکلی – نشویل در نقش Barbara Jean - سیلویا مایلز – بدرود عشق من در نقش Jessie Halstead Florian - لیلی تاملین – نشویل در نقش Linnea Reese - برندا واکارو – Once Is Not Enough در نقش Linda Riggs |
| جایزه اسکار بهترین فیلم‌نامه غیراقتباسی | جایزه اسکار بهترین فیلم‌نامه اقتباسی |
| - بعد از ظهر سگی – فرانک پیرسون - آمارکورد – فدریکو فلینی و تونینو گوئرا - And Now My Love – کلود للوش و پیر اویترهوون - Lies My Father Told Me – تد الن (فیلم‌نامه‌نویس) - شامپو – وارن بیتی و رابرت تاون | - دیوانه از قفس پرید – بو گولدمن and Laurence Hauben - بری لیندون – استنلی کوبریک - The Man Who Would Be King – جان هیوستون و Gladys Hill - بوی خوش زن – روجرو ماکاری و دینو ریسی - پسران آفتاب – نیل سایمون |
| Best Foreign Language Film | جایزه اسکار بهترین طراحی لباس |
| - درسو اوزالا (اتحاد جماهیر سوسیالیستی شوروی) - نامه‌هایی از ماروسیا (مکزیک) - سرزمین موعود (لهستان) - Sandakan No. 8 (ژاپن) - بوی خوش زن (ایتالیا) | - بری لیندون – میلنا کانونرو و اولاً-بریت سودرلوند - The Four Musketeers – ایوان بلیک و Ron Talsky - Funny Lady – ری آقایان و Bob Mackie - فلوت سحرآمیز – Karin Erskine و Henny Noremark - The Man Who Would Be King – ادیت هد |
| جایزه اسکار بهترین فیلم مستند | Best Documentary Short |
| - مردی که اسکی‌کنان از اورست پایین آمد - The California Reich - Fighting for Our Lives - The Incredible Machine - The Other Half of the Sky: A China Memoir | - The End of the Game - Arthur and Lillie - Millions of Years Ahead of Man - Probes in Space - Whistling Smith |
| جایزه اسکار بهترین فیلم کوتاه | جایزه اسکار بهترین پویانمایی کوتاه |
| - Angel and Big Joe - Bert Salzman - Conquest of Light - Louis Marcus - Dawn Flight - Lawrence M. Lansburgh and Brian Lansburgh - A Day in the Life of Bonnie Consolo - Barry Spinello - Doubletalk - Alan Beattie | - Great - Bob Godfrey - Kick Me - Robert Swarthe - Monsieur Pointu - René Jodoin - Sisyphus - Marcell Jankovics |
| جایزه اسکار بهترین موسیقی فیلم | جایزه اسکار بهترین موسیقی فیلم |
| - آرواره‌ها – جان ویلیامز - Birds Do It, Bees Do It – جرالد فراید - خم به ابرو نیاور – الکس نورث - دیوانه از قفس پرید – جک نیچه - باد و شیر – جری گلدسمیت | - بری لیندون – لئونارد روزنمن - Funny Lady – پیتر متز - تامی – پیت تاونزند |
| جایزه اسکار بهترین ترانه | Best Sound Mixing |
| - "برای من فرقی نمی‌کند" from نشویل – Music and lyrics by کیت کارادین - "How Lucky Can You Get?" from Funny Lady – Music and lyrics by Kander and Ebb - "Theme from Mahogany (Do You Know Where You're Going To)" from Mahogany – Music by Michael Masser; lyrics by Gerry Goffin - "Richard’s Window" from The Other Side of the Mountain – Music by چارلز فاکس (تنظیم‌کننده); lyrics by نورمن گیمبل - "Now That We’re In Love" from Whiffs – Music by George Barrie; lyrics by سمی کان | - آرواره‌ها – John Carter, Roger Heman, Robert Hoyt, and Earl Madery - خم به ابرو نیاور – Les Fresholtz, Al Overton, Jr., Arthur Piantadosi, and Richard Tyler - Funny Lady – Don MacDougall, Richard Portman, Jack Solomon و Curly Thirlwell - The Hindenburg – John A. Bolger, Jr., John L. Mack, Leonard Peterson, and Don Sharpless - باد و شیر – Roy Charman, William McCaughey, Aaron Rochin, and Harry W. Tetrick |
| جایزه اسکار بهترین طراحی صحنه | جایزه اسکار بهترین فیلمبرداری |
| - بری لیندون – Art Direction: کن آدام; Set Decoration: Roy Walker و Vernon Dixon - The Hindenburg – Art Direction: Edward Carfagno; Set Decoration: Frank R. McKelvy - The Man Who Would Be King– Art Direction: Alexandre Trauner; Set Decoration: Tony Inglis و Peter James - شامپو – Art Direction: Richard Sylbert and W. Stewart Campbell; Set Decoration: George Gaines - پسران آفتاب – Art Direction: Albert Brenner; Set Decoration: Marvin March                              | - بری لیندون – جان آلکات - روز اقاقیا – کنراد هال - Funny Lady – جیمز وانگ هو - The Hindenburg – رابرت ال. سرتیس - دیوانه از قفس پرید – بیل باتلر (فیلم‌بردار), هسکل وکسلر |
| جایزه اسکار بهترین تدوین | جایزه اسکار بهترین تدوین صدا |
| - آرواره‌ها – ورنا فیلدز - بعد از ظهر سگی – دده آلن - The Man Who Would Be King – راسل لوید (تدوین‌گر فیلم) - دیوانه از قفس پرید – ریچارد چیو، شلدون کان, Lynzee Klingman - سه روز کرکس – Don Guidice, فردریک استاینکمپ | - The Hindenburg – Peter Berkos |

### جایزه اسکار افتخاری
- مری پیکفورد

### جایزه بشردوستانه ژان هرشولت
- Jules C. Stein

### جایزه اسکار یادبود ایروینگ جی. تالبرگ
- مروین لیروی

## جستارهای ویژه
- سی و سومین مراسم گلدن گلوب
- 1975 in film
- 18th Grammy Awards
- 27th Primetime Emmy Awards
- 28th Primetime Emmy Awards
- 29th British Academy Film Awards
- 30th Tony Awards